# Lacustricola omoculatus
Lacustricola omoculatus е вид лъчеперка от семейство Poeciliidae. Видът е уязвим и сериозно застрашен от изчезване.

## Разпространение и местообитание
Разпространен е в Танзания.
Обитава сладководни басейни, реки и потоци.

## Описание
На дължина достигат до 3,5 cm.